# 穆斯塔法·马德布利
穆斯塔法·马德布利（阿拉伯语：مصطفى مدبولي；1966年4月28日— ），是一名埃及政治人物，2018年獲埃及總統阿卜杜勒-法塔赫·塞西提名取代塞西連任總統後辭職的謝里夫·伊斯梅爾。曾任住房和城市公用事業部部長，亦短暫擔任臨時總理。